# (85970) Fundaçãoterra
(85970) Fundaçãoterra est un astéroïde de la ceinture principale.

## Description
(85970) Fundaçãoterra est un astéroïde de la ceinture principale. Il fut découvert le 11 avril 1999 à l'observatoire Wykrota par Cristóvão Jacques. Il présente une orbite caractérisée par un demi-grand axe de 2,59 UA, une excentricité de 0,09 et une inclinaison de 4,4° par rapport à l'écliptique.